# Whenever, Wherever
"Whenever, Wherever" là một bài hát của nghệ sĩ thu âm người Colombia Shakira nằm trong album phòng thu thứ năm và là album phòng thu tiếng Anh đầu tay của cô, Laundry Service (2001). Nó được phát hành vào ngày 27 tháng 8 năm 2001 bởi Epic Records như là đĩa đơn đầu tiên trích từ album. Bài hát được viết lời và sản xuất bởi Shakira và Tim Mitchell, với sự tham gia hỗ trợ viết lời từ Gloria Estefan. Đây là một bản worldbeat và latin kết hợp với những yếu tố từ nhạc Andean, với nội dung đề cập đến định mệnh và làm thế nào điều đó đóng vai trò quan trọng trong mối quan hệ tình cảm của nữ ca sĩ. Một phiên bản tiếng Tây Ban Nha cũng được phát hành, với tên gọi "Suerte", mang nội dung liên quan đến sự may mắn của Shakira khi tìm thấy người yêu lý tưởng.
Sau khi phát hành, "Whenever, Wherever" đa phần nhận được những phản ứng tích cực từ các nhà phê bình âm nhạc, trong đó họ đánh giá cao quá trình sản xuất của nó. Bài hát cũng gặt hái những thành công ngoài sức tưởng tượng về mặt thương mại, đứng đầu các bảng xếp hạng ở hơn 29 quốc gia, bao gồm quê nhà của nữ ca sĩ Colombia và phần lớn các nước Mỹ Latinh và Tây Ban Nha, châu Âu và châu Đại Dương. Tại Hoa Kỳ, "Whenever, Wherever" trở thành bản hit đột phá của cô tại đây, nơi nó đạt vị trí thứ sáu trên bảng xếp hạng Billboard Hot 100. Được đánh giá là một trong những bài hát trứ danh trong sự nghiệp của Shakira, nó đã bán được hơn 8.5 triệu bản trên toàn cầu, trở thành đĩa đơn bán chạy nhất thế giới năm 2002 cũng như một trong những đĩa đơn bán chạy nhất mọi thời đại.
Video ca nhạc cho "Whenever, Wherever" được đạo diễn bởi Francis Lawrence, trong đó Shakira trình diển bài hát và nhảy múa xung quanh những kỳ quan thiên nhiên của Trái Đất, như đại dương, sa mạc và vùng núi tuyết. Nó đã ngay lập tức nhận được nhiều lượt yêu cầu phát sóng trên những kênh truyền hình âm nhạc, như VH1, MuchMusic và chương trình Total Request Live của MTV. Video cũng nhận được nhiều giải thưởng và đề cử tại những lễ trao giải lớn, bao gồm một giải Grammy Latin cho Video hình thái ngắn xuất sắc nhất tại lễ trao giải thường niên lần thứ 3 và một giải Video âm nhạc của MTV năm 2002 trên tổng số bảy đề cử. Để quảng bá bài hát, Shakira đã trình diễn "Whenever, Wherever" trên nhiều chương trình truyền hình và lễ trao giải lớn, như CD:UK, Today, Top of the Pops và Giải Video của MuchMusic năm 2002, cũng như trong tất cả những chuyến lưu diễn trong sự nghiệp của cô kể từ khi phát hành.

## Danh sách bài hát
| Đĩa CD tại châu Âu 1. "Whenever, Wherever" – 3:16 2. "Suerte" – 3:14 Đĩa CD maxi tại châu Âu #1 1. "Whenever, Wherever" (bản album) – 3:16 2. "Whenever, Wherever" (TV chỉnh sửa) – 3:39 3. "Suerte" (bản album) – 3:14 4. "Suerte" (TV chỉnh sửa) – 3:38 Đĩa CD maxi tại châu Âu #2 1. "Whenever, Wherever" – 3:16 2. "Suerte" – 3:14 3. "Estoy Aquí" – 3:55 4. "Tú" – 3:36 | Đĩa CD tại Anh quốc 1. "Whenever, Wherever" (bản album) – 3:16 2. "Suerte" (bản album) – 3:14 3. "Whenever, Wherever" (Tracy Young's Spin Cycle phối) – 7:03 4. "Whenever, Wherever" (video ca nhạc) - 3:17 Đĩa CD maxi Bản đặc biệt tại châu Âu 1. "Whenever, Wherever" (TV chỉnh sửa) – 3:39 2. "Suerte (Whenever, Wherever)" – 3:14 3. "Estoy Aquí" – 3:52 4. "Tú" – 3:36 5. "Whenever, Wherever" (Tracy Young's Spin Cycle phối) – 7:03 6. "Whenever, Wherever" (Dark Side of the Moon phối) – 7:45 |

## Xếp hạng
| Bảng xếp hạng (2001-02)                                            | Vị trí cao nhất |
| ------------------------------------------------------------------ | --------------- |
| Úc (ARIA)                                                          | 1               |
| Áo (Ö3 Austria Top 40)                                             | 1               |
| Bỉ (Ultratop 50 Flanders)                                          | 1               |
| Bỉ (Ultratop 50 Wallonia)                                          | 1               |
| Canada (Canadian Singles Chart)                                    | 4               |
| Đan Mạch (Tracklisten)                                             | 1               |
| Châu Âu (European Hot 100 Singles)                                 | 1               |
| Phần Lan (Suomen virallinen lista)                                 | 1               |
| Pháp (SNEP)                                                        | 1               |
| Đức (GfK)                                                          | 1               |
| Hy Lạp (IFPI Greece)                                               | 1               |
| Hungary (Rádiós Top 40)                                            | 1               |
| Ireland (IRMA)                                                     | 1               |
| Ý (FIMI)                                                           | 1               |
| Nhật Bản (Japan Hot 100)                                           | 8               |
| Hà Lan (Dutch Top 40)                                              | 1               |
| Hà Lan (Single Top 100)                                            | 1               |
| New Zealand (Recorded Music NZ)                                    | 1               |
| Na Uy (VG-lista)                                                   | 1               |
| Ba Lan (Polish Singles Chart)                                      | 1               |
| Bồ Đào Nha (Billboard)                                             | 1               |
| Tây Ban Nha (PROMUSICAE)                                           | 1               |
| Thụy Điển (Sverigetopplistan)                                      | 1               |
| Thụy Sĩ (Schweizer Hitparade)                                      | 1               |
| Anh Quốc (OCC)                                                     | 2               |
| Hoa Kỳ Billboard Hot 100                                           | 6               |
| Hoa Kỳ Adult Pop Airplay (Billboard)                               | 32              |
| Hoa Kỳ Hot Latin Songs (Billboard) Bản tiếng Tây Ban Nha: "Suerte" | 1               |
| Hoa Kỳ Dance Club Songs (Billboard)                                | 3               |
| Hoa Kỳ Pop Airplay (Billboard)                                     | 4               |
| Hoa Kỳ Rhythmic (Billboard)                                        | 27              |

| Bảng xếp hạng (2002)                 | Vị trí |
| ------------------------------------ | ------ |
| Australia (ARIA)                     | 2      |
| Austria (Ö3 Austria Top 40)          | 1      |
| Belgium (Ultratop 50 Flanders)       | 3      |
| Belgium (Ultratop 40 Wallonia)       | 3      |
| Denmark (Tracklisten)                | 2      |
| Europe (European Hot 100 Singles)    | 2      |
| Finland (Suomen virallinen lista)    | 3      |
| France (SNEP)                        | 3      |
| Germany (Official German Charts)     | 2      |
| Ireland (IRMA)                       | 4      |
| Italy (FIMI)                         | 1      |
| Japan (Tokyo Hot 100)                | 70     |
| Netherlands (Dutch Top 40)           | 2      |
| Netherlands (Single Top 100)         | 2      |
| New Zealand (Recorded Music NZ)      | 5      |
| Norway Winter Period (VG-lista)      | 1      |
| Sweden (Sverigetopplistan)           | 2      |
| Switzerland (Schweizer Hitparade)    | 2      |
| UK Singles (Official Charts Company) | 7      |
| US Billboard Hot 100                 | 28     |
| US Hot Latin Songs (Billboard)       | 3      |

| Bảng xếp hạng (2000-09)              | Vị trí |
| ------------------------------------ | ------ |
| Australia (ARIA)                     | 21     |
| France (SNEP)                        | 16     |
| Germany (Official German Charts)     | 11     |
| Netherlands (Dutch Top 40)           | 29     |
| Netherlands (Single Top 100)         | 6      |
| UK Singles (Official Charts Company) | 38     |
| US Hot Latin Songs (Billboard)       | 15     |

| Bảng xếp hạng                  | Vị trí |
| ------------------------------ | ------ |
| US Hot Latin Songs (Billboard) | 12     |

## Chứng nhận
| Quốc gia                                                                           | Chứng nhận  | Số đơn vị/doanh số chứng nhận |
| ---------------------------------------------------------------------------------- | ----------- | ----------------------------- |
| Úc (ARIA)                                                                          | 3× Bạch kim | 210.000^                      |
| Áo (IFPI Áo)                                                                       | Bạch kim    | 40.000*                       |
| Bỉ (BEA)                                                                           | 2× Bạch kim | 100.000*                      |
| Đan Mạch (IFPI Đan Mạch)                                                           | Bạch kim    | 10,000^                       |
| Phần Lan (Musiikkituottajat)                                                       | Vàng        | 5,477                         |
| Pháp (SNEP)                                                                        | Kim cương   | 1,000,000                     |
| Đức (BVMI)                                                                         | 3× Vàng     | 750.000*                      |
| Hy Lạp (IFPI Hy Lạp)                                                               | Bạch kim    | 20.000*                       |
| Hà Lan (NVPI)                                                                      | Bạch kim    | 60,000‡                       |
| New Zealand (RMNZ)                                                                 | Bạch kim    | 10.000*                       |
| Na Uy (IFPI)                                                                       | 3× Bạch kim | 30,000*                       |
| Thụy Điển (GLF)                                                                    | 2× Bạch kim | 60.000^                       |
| Thụy Sĩ (IFPI)                                                                     | 2× Bạch kim | 80.000^                       |
| Anh Quốc (BPI)                                                                     | Bạch kim    | 763,000                       |
| * Chứng nhận dựa theo doanh số tiêu thụ. ^ Chứng nhận dựa theo doanh số nhập hàng. |             |                               |